# Arthur Ayrault
Arthur DeLancey Ayrault (Long Beach, 21 de enero de 1935-Seattle, 24 de febrero de 1990) fue un deportista estadounidense que compitió en remo. Participó en dos Juegos Olímpicos de Verano en los años 1956 y 1960, obteniendo dos medallas, oro en Melbourne 1956 y oro en Roma 1960.

## Palmarés internacional
| Juegos Olímpicos | Juegos Olímpicos      | Juegos Olímpicos | Juegos Olímpicos   |
| Año              | Lugar                 | Medalla          | Prueba             |
| ---------------- | --------------------- | ---------------- | ------------------ |
| 1956             | Melbourne (Australia) | Medalla de oro   | Dos con timonel    |
| 1960             | Roma (Italia)         | Medalla de oro   | Cuatro sin timonel |